# Пула (аеропорт)
Аеропорт Пула (хорв. Zračna luka Pula) (IATA: PUY, ICAO: LDPL)  - цивільний аеропорт у Хорватії, що обслуговує Пула. Розташований за 6 км від центру міста.
Завдяки сприятливим кліматичним і технічним умовам Пула позначається як альтернативний аеропорт для частин Словенії, Італії та Австрії. 
В даний час аеропорт Пула здатний обробляти великі літаки типу Boeing 747 і Іл-86. У 2006 році аеропорт обслужив 295 345 пасажирів.
До Другої світової війни на його місці розташовувалися злітно-посадочні смуги, з 1954 року використовувані Югославською народною армією. З 1 травня 1967 року служить виключно для цивільних цілей.

## Авіалінії та напрямки на січень 2018
| Авіакомпанія                                   | Пункт призначення |
| ---------------------------------------------- | --- |
| Aer Lingus                                     | Сезонний: Дублін |
| Air Serbia                                     | Сезонний: Белград |
| ASL Airlines France                            | Сезонний чартер: Ліон, Нант |
| Austrian Airlines                              | Сезонний чартер: Грац |
| BRA Braathens Regional Airlines                | Сезонний чартер: Тролльгеттан |
| British Airways                                | Сезонний: Лондон-Хітроу |
| Croatia Airlines                               | Задар, Загреб Сезонний: Амстердам, Дубровник, Франкфурт, Цюрих |
| Dniproavia                                     | Сезонний чартер: Львів |
| easyJet                                        | Сезонний: Берлін-Шенефельд, Бристоль, Ліверпуль (з 29 липня 2018), Лондон-Гатвік, Лондон-Саутенд (з 1 червня 2018), Мілан-Мальпенса (з 25 червня2018) Париж-Шарль де Голль |
| easyJet Switzerland                            | Сезонний: Базель-Мюлуз-Фрайбург (з 26 червня 2018) |
| Edelweiss Air                                  | Сезонний: Цюрих |
| Eurowings                                      | Сезонний: Дюссельдорф |
| Eurowings оператор Germanwings                 | Дюссельдорф Сезонний: Берлін-Тегель, Кельн/Бонн, Гамбург, Штутгарт |
| Finnair                                        | Сезонний: Гельсінкі |
| Jet2.com                                       | Сезонний: Единбург, Лідс/Брадфорд, Лондон-Станстед, Манчестер |
| LOT Polish Airlines                            | Сезонний: Варшава-Шопен |
| Lufthansa Regional оператор Lufthansa CityLine | Сезонний: Франкфурт, Мюнхен |
| Norwegian Air Shuttle                          | Сезонний: Гельсінкі, Осло-Гардермуен, Ставангер, Стокгольм–Арланда, Трондгейм                                                                                              |
| People's Viennaline                            | Сезонний: Санкт-Галлен/Альтенрайн |
| Ryanair                                        | Сезонний: Брюссель-Шарлеруа, Франкфурт (з 26 березня 2018), Франкфурт–Хан, Лондон-Станстед                                                                                 |
| Scandinavian Airlines                          | Сезонний: Берген (з 4 липня 2018), Копенгаген, Гетеборг, Осло-Гардермуен, Ствангер (з 30 червня 2018), Стокгольм-Арланда                                                   |
| S7 Airlines                                    | Москва-Домодєдово, Ст Петербург (з 27 травня 2018) |
| S7 Airlines оператор Глобус                    | Сезонний: Москва-Домодєдово |
| Trade Air оператор AIS Airlines                | Осієк, Спліт |
| Transavia                                      | Сезонний: Роттердам/Гаага Сезонний чартер: Амстердам |
| TUI Airways                                    | Сезонний: Бірмінгем, Бристоль, Східний Мідландс, Единбург, Лондон-Гатвік, Манчестер                                                                                        |
| TUI fly Netherlands                            | Сезонний:Амстердам |
| TUI fly Nordic                                 | Сезонний: Копенгаген (з 05 травня 2018) Сезонний чартер: Стокгольм-Арланда                                                                                                 |
| Volotea                                        | Сезонний: Нант (з 30 травня 2018) |
| Windrose Airlines                              | Сезонний: Київ-Бориспіль |

## Статистика
| Рік  | Пасажирообіг | Зміна  | Авіаційний трафік | Зміна  |
| ---- | ------------ | ------ | ----------------- | ------ |
| 1990 | 672,241      | N/A    | N/A               | N/A    |
| 1996 | 33,612       | N/A    | 3,179             | N/A    |
| 1997 | 63,747       | ▲89,7% | 3,596             | ▲13,1% |
| 1998 | 66,934       | ▲5,0%  | 3,698             | ▲2,8%  |
| 1999 | 53,360       | ▼20,3% | 3,183             | ▼13,9% |
| 2000 | 66,772       | ▲25,1% | 4,106             | ▲29%   |
| 2001 | 102,985      | ▲54,2% | 4,617             | ▲12,5% |
| 2002 | 140,431      | ▲36,4% | 5,475             | ▲18,6% |
| 2003 | 136,207      | ▼3,1%  | 5,903             | ▲7,8%  |
| 2004 | 155,566      | ▲14,2% | 6,859             | ▲16,2% |
| 2005 | 209,412      | ▲34,6% | 7,539             | ▲9,9%  |
| 2006 | 295,342      | ▲41,0% | 7,895             | ▲4,7%  |
| 2007 | 384,487      | ▲30,2% | 8,458             | ▲7,1%  |
| 2008 | 397,363      | ▲3,4%  | 9,408             | ▲11,2% |
| 2009 | 318,838      | ▼19,8% | 9,126             | ▼3,0%  |
| 2010 | 332,399      | ▲4,3%  | 6,830             | ▼25,2% |
| 2011 | 355,920      | ▲7,1%  | 6,984             | ▲2,3%  |
| 2012 | 367,455      | ▲3,2%  | 7,132             | ▲2,1%  |
| 2013 | 351,196      | ▼4,4%  | 7,292             | ▲2,2%  |
| 2014 | 382,992      | ▲9,1%  | 7,106             | ▼2,6%  |
| 2015 | 359,426      | ▼6,2%  | 6,954             | ▼2,1%  |
| 2016 | 436,121      | ▲21,3% | 7,692             | ▲10,6% |

Source: Old Pula Airport Website
Source: Pula Airport Website